# Villiersana
Villiersana is een geslacht van halfvleugeligen uit de familie schuimcicaden (Cercopidae). De wetenschappelijke naam van dit geslacht is voor het eerst geldig gepubliceerd in 1942 door Lallemand.

## Soorten
Het geslacht Villiersana omvat de volgende soorten:
- Villiersana camerounensis Lallemand, 1942
- Villiersana lonakoensis Lallemand, 1942